# Kamov Ka-50
Le Kamov Ka-50 (en russe : « Камов Ка-50 ») est un hélicoptère de combat antichar, conçu à la fin des années 1970 par Kamov en Union soviétique. Il était le seul à être monoplace, doté de rotors contrarotatifs et d'un siège éjectable. Ce dernier n'est jamais entré en service opérationnel, mais sa version biplace Ka-52 est entrée en production en série dans les années 2010 et elle est désormais en service actif en Russie.

## Description

### Conception
Le Kamov Ka-50 a été conçu à partir de décembre 1977 sur une demande de l'Armée rouge qui souhaitait disposer d'un hélicoptère de combat capable en particulier de missions antichars. Il s'agissait de répondre au programme américain AAH, qui avait abouti à l'AH-64 Apache, et de trouver un successeur à moyen terme au Mi-24. Les deux principaux hélicoptéristes soviétiques se lancèrent dans leurs projets respectifs, celui de Kamov étant appelé V-80 (en russe : B-80, avec « B » (V) pour « Bертолет » (Vertolet), signifiant « Hélicoptère »). Alors que le Mi-28 Havoc semble être un croisement d'Apache et de Hind, le futur Ka-50 innove. Ces innovations soulèvent la perplexité des Occidentaux et contribuent à bloquer son exportation actuellement, mais elles semblent logiques selon la tactique d'emploi de l'hélicoptère dans l'Armée rouge.
En Occident, les hélicoptères antichars classiques, de type Apache ou Tigre, volent en rase-motte, en collant au plus près au terrain et en avançant par petits sauts, en restant cachés par le relief pour se protéger, et engagent leurs cibles en restant à la plus grande distance possible, alors que les Soviétiques utilisent leurs hélicoptères comme des avions d'assaut, par exemple les A-10 ou Su-25 Frogfoot : ils se déplacent en vol horizontal à des hauteurs élevées et foncent sur leur objectif en le mitraillant, jusqu'à le dépasser et faire demi-tour pour une nouvelle passe de tir. Le vol stationnaire est essentiellement utilisé pour les décollages et atterrissages. Ceci explique les nombreuses particularités du Ka-50 : monoplace, rotors contrarotatifs, canon presque fixe, siège éjectable pour le pilote. Pour améliorer les chances de survie du pilote, le Ka-50 est équipé d'un siège éjectable NPP Zvezda K-37-800, ce qui est une caractéristique rare pour un hélicoptère. Avant que la fusée du siège éjectable ne se déclenche, les pales du rotor sont éjectées par des charges explosives dans le disque du rotor.

### Spécificités
Le Ka-50 est le premier (et encore le seul) hélicoptère de combat monoplace. En effet, selon la tactique soviétique, le pilote a une charge de travail plus limitée en ne devant pas éviter continuellement le relief, ce qui le laisse capable d'assumer seul le pilotage, la navigation et la mise en œuvre des armements. Pour ce faire, une automatisation poussée de l'avionique est nécessaire.
La seconde caractéristique unique du Ka-50 est l'absence de rotor de queue et l'utilisation de rotors contrarotatifs, une spécialité de Kamov déjà employée sur ses appareils basés sur navires (Ka-25 Hormone et Ka-27 Helix). La suppression du rotor de queue a plusieurs avantages. D'abord c'est une vulnérabilité en moins : en Afghanistan, 30 % des pertes d'hélicoptères ont été causées par destruction du rotor de queue ou de la transmission de celui-ci. Les moudjahiddins afghans avaient en effet pour tactique de se mettre à l'abri pendant la passe de tir et de tirer sur l'hélicoptère lorsqu'il les avait dépassés. Cet avantage est donc surtout important si l'hélicoptère est utilisé selon la tactique soviétique. Ensuite, le Ka-50 est très puissant (10 à 12 % de l'énergie des moteurs est habituellement consommée par le rotor de queue) et très compact, ce qui le rend moins détectable, permet de lourdement blinder la cellule et lui donne une grande manœuvrabilité. Les désavantages du système sont la taille de la tête du rotor, plus vulnérable aux tirs, sa complexité et les risques en cas de manœuvres violentes de faire se croiser les surfaces balayées par les deux rotors, avec des conséquences fatales. À deux reprises en Afghanistan, des Mi-24 ont vu, lors de manœuvres violentes, leur rotor toucher leur poutre de queue, mais la robustesse de l'hélicoptère leur a permis de rentrer à la base. Un tel désalignement des rotors serait en revanche fatal au Ka-50.
35 % de la masse du Ka-50 est en matériaux composites de carbone, qui ne produisent pas d'éclats lors d'impacts contrairement aux métaux. Le poste de pilotage est équipé de vitres pare-balles de 55 mm d'épaisseur et d'un blindage en acier et aluminium résistant à des impacts d'obus de calibre 20  et   23 mm tirés à moins de 100 mètres de distance. D'autres blindages protègent les réservoirs (auto-obturants) et le circuit de carburant, les moteurs, les commandes, l'APU, les circuits hydrauliques, les réserves de munitions et les autres systèmes vitaux. Soit au total, environ 350 kg de blindages. La tête de rotor est également renforcée : elle reste opérationnelle même avec deux impacts directs de projectiles de mitrailleuse lourde. Les pales du rotor principal, construites en matériaux synthétiques, résistent également à plusieurs impacts directs. Les moteurs sont installés séparément de chaque côté de l'appareil et équipés de réducteurs de chaleur (la chaleur étant source de rayons infrarouges pouvant attirer les missiles sol-air sur l'appareil), et l'appareil peut voler sur un seul moteur. La transmission peut fonctionner pendant 30 minutes sans huile. Le train d'atterrissage tricycle rétractable et le fuselage sont prévus pour résister aux collisions.

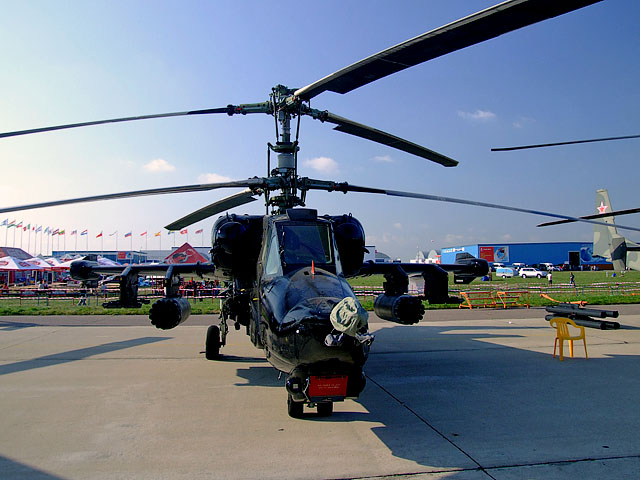
Ka-50 au salon aéronautique MAKS de 2007, à Moscou.

Le Ka-50 est aussi le seul hélicoptère équipé d'un siège éjectable, ou plutôt d'un système d'extraction de siège (le pilote est « tiré », via son harnais, de son siège, tandis que ce dernier reste dans l'appareil), le Zvezda K-37-800 spécialement conçu pour l'appareil. Il a été présenté comme étant opérationnel à toutes les altitudes, mais en réalité il est efficace à partir de 100 mètres ; par ailleurs, à basse altitude, le pilote risque de ne pas avoir le temps de tirer la commande. Pour permettre l'éjection, des boulons explosifs libèrent les pales avant l'extraction du pilote. Le danger représenté par les pales partant à toute vitesse est alors à prendre en considération, surtout si le Kamov vole en formation, ou si le pilote s'éjecte à faible hauteur au-dessus d'un navire porte-aéronefs. La partie supérieure du cockpit s'ouvre et une fusée part en premier et tire par des câbles d'une trentaine de mètres de long la partie supérieure du siège du pilote. Le siège contient un kit de survie NAZ-7M, une balise radio activée automatiquement durant l'éjection, et un canot pneumatique. Il semble que pour plusieurs Ka-50 perdus, leurs pilotes ne se soient pas éjectés. Il faut dire que ce système est prévu pour la moyenne et haute altitude ; en vol tactique, « dans le relief », le pilote doit plutôt compter sur les protections structurelles anticollisions ; telle est du moins la doctrine occidentale.
Le Ka-50 peut être facilement transporté dans un avion-cargo Iliouchine Il-76 Candid. La maintenance de l'appareil est facilitée par la présence de larges portes d'accès sur le fuselage, qui permettent aux mécaniciens d'entretenir l'avionique, de ravitailler en carburant et de monter l'armement au niveau du sol. Tous les systèmes peuvent fonctionner pendant douze jours sans équipement de maintenance. Le Ka-50 est équipé d'une APU de démarrage AI-9V, d'un groupe de secours pour l'énergie électrique et hydraulique, de systèmes antigel sur les entrées d'air, les rotors, les sondes d'incidence et de lacet, et d'un dégivrage de la verrière par pulvérisation de liquide.

### Production

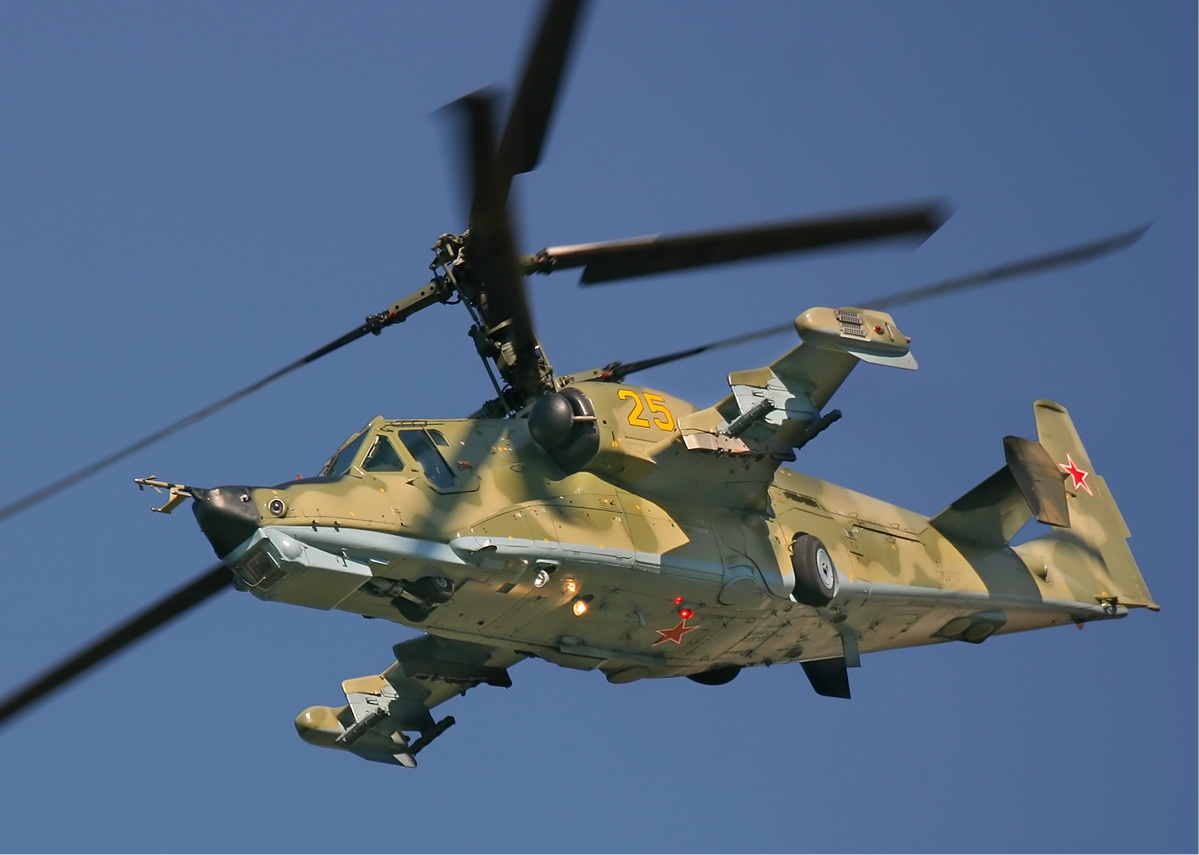
Un Ka-50 en vol, à l'exposition MAKS de 2005, à Moscou.

À partir de 1982, trois prototypes V-80 ont été construits :
- no 010, produit au bureau d'études Kamov et équipé de moteurs TV3-117V ; premier décollage-atterrissage en restant stationnaire à Lioubertsy le 17 juin 1982 et premier vol le 23 ou 27 (selon les sources) juillet de la même année. Perdu dans un crash le 3 avril 1985, les deux rotors s'étant croisés lors d'une manœuvre trop violente à basse altitude ; ses essais ont été repris par le no 012 ;
- no 011, équipé des moteurs TV3-117VMA, du système TV à bas niveau de lumière Merkury, du canon, du système de visée K-041 et d'une maquette du système Chkval. Premier vol le 16 août 1983. Les prototypes nos  010 et 011 avaient de fausses vitres peintes sur le fuselage pour faire croire à la présence de cockpits arrière ;
- no 012, construit en 1985 équipé du système Merkury ; tests comparatifs contre le Mi-28 terminés en août 1986.

Deux appareils de présérie améliorés, appelés V-80Sh-1, ont été construits à Arseniev. Ils étaient tous les deux équipés de lance-leurres thermiques et radar UV-26 : 
- no 014, construit en 1989 et peint camouflage expérimental sable-vert-terre. Modifié en 1999 pour tester l'avionique du Ka-50N ;
- no 015, construit en 1990 : premier appareil à porter le camouflage russe de série, puis un camouflage noir. Système d'éjection K-37-800 et maquette dun système TV bas niveau de lumière (BNL) en tourelle articulée.

Les premières informations à l'Ouest sur le Hokum (nom de code OTAN) datent du milieu de 1984, mais la première photographie n'a été publiée qu'en 1989, dans le « US Department of Defense's Soviet Military Power ». Après les tests comparatifs avec le Mil Mi-28 Havoc, le Ka-50 a été commandé en production en décembre 1987. Par la suite, trois autres appareils ont été utilisés pour d'autres développements :
- no 018, 1er appareil au standard de série, premier vol le 22 mai 1991 à Arseniev ; peint en camouflage expérimental trois tons de brun, puis en camouflage sable-vert de l'armée russe. Modifié en 1997 pour tester la configuration Ka-50Sh ;
- no 020, présenté au salon de Farnborough en septembre 1992, sous le surnom (pour l'exportation) de « Werewolf » (loup-garou) ;
- no 021, surnommé « BlackShark », avec un camouflage noir identique au no 015 ; le nom de BlackShark (requin noir) a remplacé celui de Werewolf en 1996.

Les tests du Ka-50 ont commencé au milieu de l'année 1991, et les appareils de tests ont été livrés au 4e centre d'entraînement de l'aviation de l'armée de Torjok en août 1993. Il est entré en service en Russie l'année suivante. (Pour la suite, voir la partie plus bas sur la Russie.)

## Versions

### Versions monoplacesHokum-A

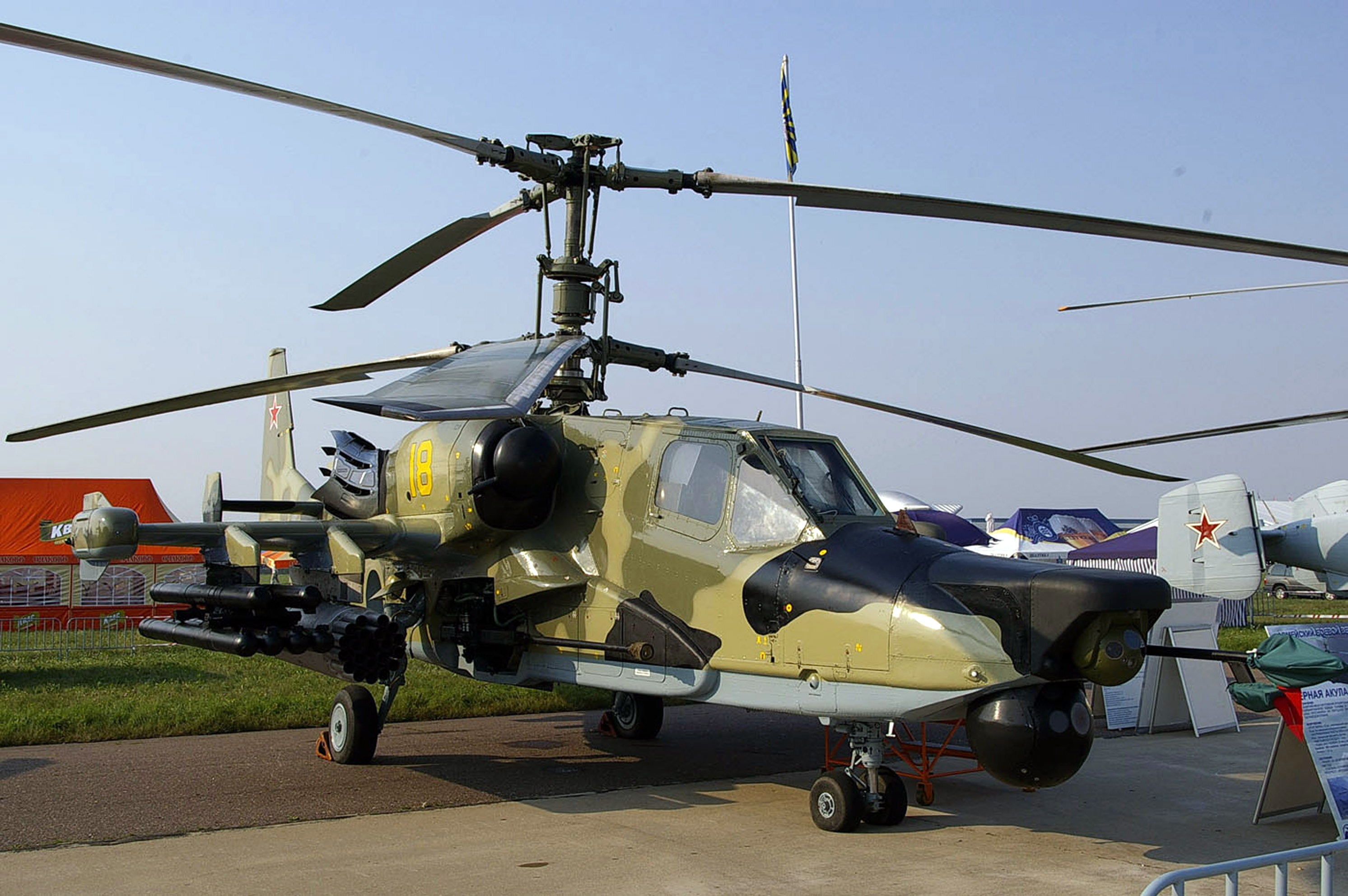
Le Kamov Ka-50F, de combat nocturne.

- Ka-50 : Version de base. Son avionique est très automatisée, pour réduire la charge de travail du pilote seul. La détection et le ciblage des cibles sont attribués à d'autres appareils (Ka-52). Il est doté d'un système de détection et poursuite TV diurne I-25IV Shkval-V dans le nez et d'un télémètre-désignateur à laser. Il est prévu de réviser le Ka-50 et de lui ajouter une tourelle FLIR et des intensificateurs de lumière pour la nuit, car le Ka-50 n'a pas de capacité nocturne ;
- Ka-50F (en russe : « Ка-50Ш ») : Version de combat de nuit ;
- Ka-50Sh ou Ka-50N (en russe : « Ka-50H », avec « H » (N) pour « ноктюрн » (Noktyurn), signifiant « Nocturne »)[6] : Version de combat nocturne devant être à l'origine équipée des systèmes TpSPO-V et TV bas niveau de lumière Merkury testés sur les Ka-50. Le premier appareil, appelé Ka-50N, est le prototype no 018, révélé en avril 1997. Il est équipé d'une tourelle optronique UOMZ (Ouralskyi Optiko-Mekhanicheskyi Zavod) Samshit-50, comprenant un FLIR Thomson-CSF Victor, au-dessus du système Chkval, et un radar Phazotron NIIR Arbalet FH-01 monté sur le mât rotor. Un second écran TV est présent dans le cockpit et il est prévu de remplacer la carte en papier déroulante PA-4-3 par un système numérique. Son premier vol est rapporté le 4 mars 1997 ou le 5 mai 1997 (selon sources). En août 1997, il subit de nouvelles modifications, avec le déplacement de la tourelle Samshit-50 sous le nez avec le Shkval au-dessus, et la suppression du radar Arbalet. Au milieu de l'année 1998, l'écran cathodique IT-23 est remplacé par le TV-109, le HUD d'origine est remplacé par un affichage de casque Marconi. Un nouveau cockpit est présenté en septembre 1998, avec deux écrans à cristaux liquides Rousskaya Avionika de 8 x 6" (203 x 152 mm) et d'un écran cathodique central pour l'affichage des senseurs. L'avionique, d'origine occidentale, est présentée comme une solution temporaire en attendant des équivalents russes. En 1999, le prototype no 014 est présenté avec une tourelle optronique gyrostabilisée Ouralskyi (UOMZ) GOES-320 sur le haut du nez à la place du système Shkval, en plus de la tourelle Samshit-50 en dessous.

### Ka-52 AlligatorHokum-B

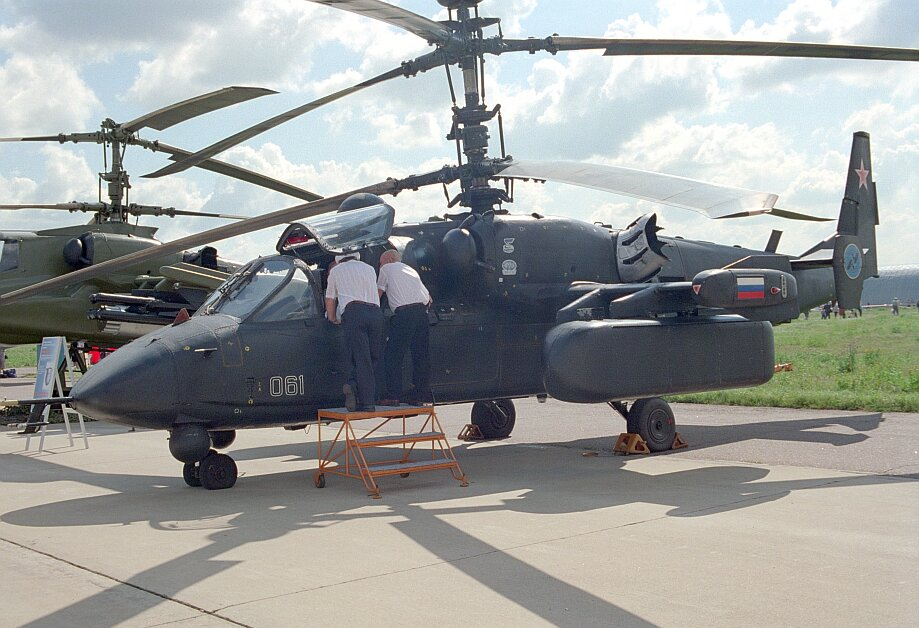
Un Kamov Ka-52.

- Ka-52 : Version biplace au combat tout-temps et diurne/nocturne. Le Ka-52 aurait un rôle de détecteur et désignateur de cibles en groupes chasseurs-tueurs, les unités de combat devant être à la fois équipées de Ka-50 et de Ka-52. 85 % de la structure reste inchangée par rapport au Ka-50. Il est équipé d'un canon 2A42 de calibre 30 mm, de missiles antichars 9K121 Vikhr ou Ataka, ainsi que de missiles antiaériens Igla. Il peut également embarquer des nacelles de roquettes S-8 de calibre (80 mm) ou S-13 (130 mm). Une vingtaine sont en service au sein des forces armées de la fédération de Russie en 2013, en 2023 on en trouve plus d'une centaine dans les forces armées russes[7] ;

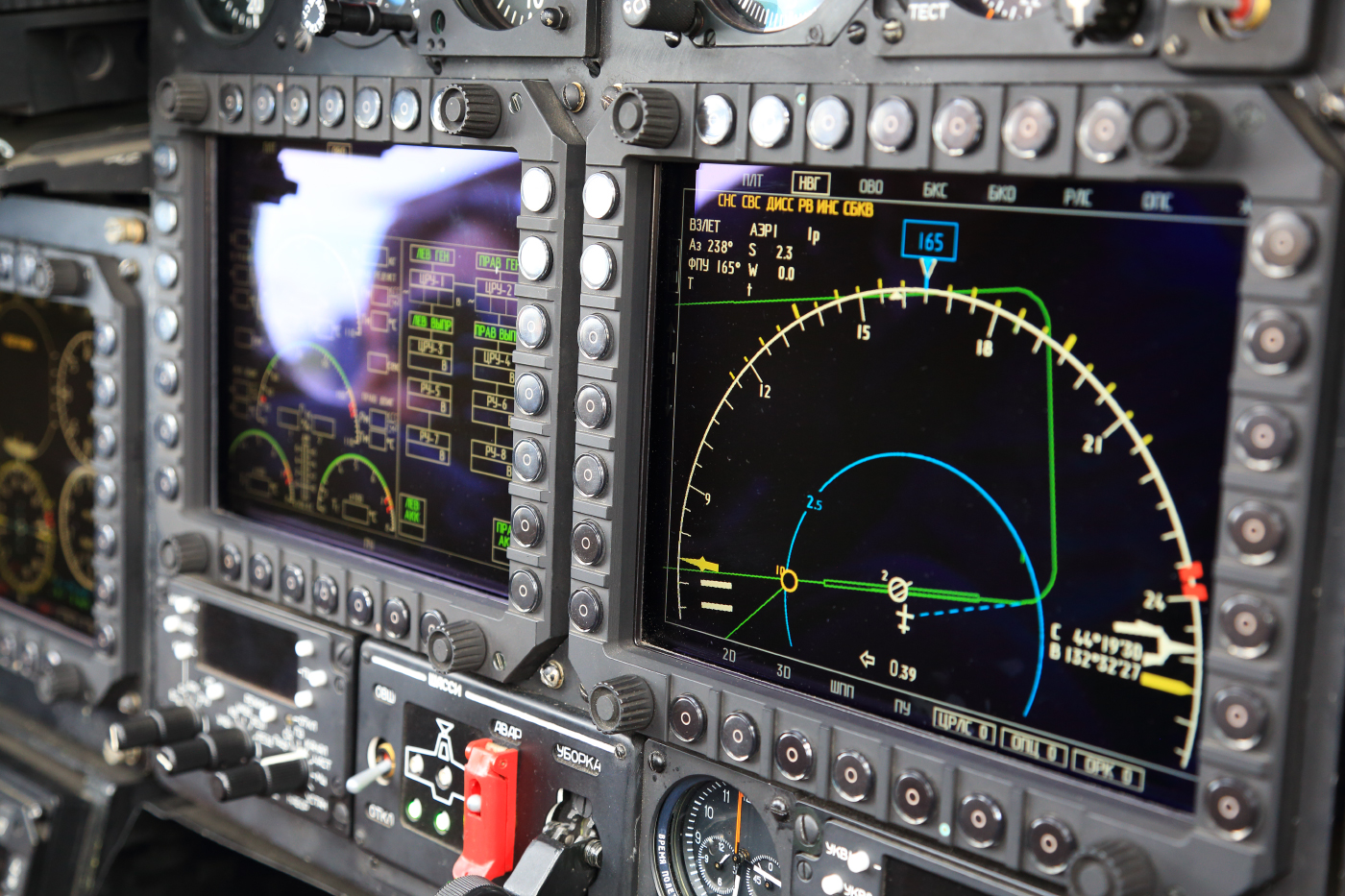
Le cockpit du Ka-52.

- Le cockpit du Ka-52.Ka-52K « Katran » : Version navalisée du Ka-52, destinée à être embarquée à bord des BPC Vladivostok (501) et Sebastopol (BPC) avant l'annulation de la vente par la France à la Russie. Le Ka-52K bénéficie de pales et d'ailes repliables, d'un train d’atterrissage renforcé, d'un traitement anti-corrosion ainsi que de nouvelles capacités, comme la lutte antinavires[8]. Les premiers hélicoptères font leur vol d'essai en 2015[9]. Les Égyptiens, qui ont racheté les deux navires, ont passé commande à la Russie de 46 hélicoptères[10].
- Ka-52M : En 2019 les travaux pour développer une amélioration au Ka-52 ont débuté ; en septembre 2022 on apprend que l'hélicoptère modernisé a été testé en situation réelle en Ukraine, les travaux se sont achevés fin 2022 ;- début 2023 et les livraisons auraient commencé en janvier 2023[11],[12]. Cette évolution intègre une nouvelle boule électro-optique avec une portée et détection accrue, des trains d’atterrissage renforcés, un nouveau radar à antenne active à réseaux phasés (AESA). Il dispose également d'un nouvel intérieur de cockpit plus ergonomique et moderne, en particulier lors du pilotage de nuit avec des lunettes de vision nocturne[13]. Une nouvelle suite de communications et de liaisons de données ont également été installées qui permettront à l'hélicoptère de travailler avec des drones, d'autres unités de combat et accélérera l'échange de données avec d'autres branches de l'armée[14]. L'hélicoptère a également été adapté afin de pouvoir tirer le missile guidé LMUR ; cette amélioration avait également pour but d'unifier les systèmes d'armes entre les Ka-52 et le Mi-28 pour permettre une plus grande flexibilité dans leurs utilisations[15].

### Ka-50-2
La désignation Ka-50-2 a été utilisée pour trois variantes différentes :
- Le nom de Ka-50-2 a été utilisé d'abord pour désigner la version biplace côte-à-côte, renommée Ka-52 Alligator depuis. Ceci explique entre autres que le Ka-52 porte l'inscription Ka-50-2 sur la queue ;
- La seconde variante appelée Ka-50-2 est un biplace en tandem. La raison du retour de Kamov sur ses choix successifs, pour les monoplaces puis biplaces en tandem, s'explique par le fait que ce Ka-50-2 est destiné à l'exportation, pour les clients qui demandent des hélicoptères biplaces en tandem pour les utiliser selon les tactiques occidentales. L'avant est complètement modifié, avec deux sièges dotés du système d'extraction K-37, les ailes sont allongées et sont équipées de six points d'emport d'armement, les moteurs sont des TV3-117VMA-02 ;
- Le Ka-50-2 Erdoğan est la troisième variante ; en fait c'est une amélioration du Ka-50-2 précédent, développée avec IAI (Israeli Aircraft Industries), proposée au concours lancé par la Turquie (« Erdoğan » veut dire guerrier-né en turc ; à noter que c'est aussi le nom de Recep Tayyip Erdoğan, président du conseil turc depuis mars 2003). L'avionique est entièrement fabriquée par IAI (notamment une tourelle optronique à l'avant sous le nez, bien que le tireur soit en place arrière) et est compatible avec les armements occidentaux (missiles israéliens ND-T et peut-être Hellfire II américain, en plus des Vikhr russes). La tourelle canon est la GIAT-Industries 621, avec un canon monotube de 20 mm ; le canon se remonte à l'atterrissage et est descendu en vol, lui permettant de tirer sur 360°. Il peut quand même tirer vers l'avant lorsqu'il est remonté. Le processus d'évaluation est passé par l'expérimentation en vol du no 061 Alligator (le Ka-52 ?) par dix pilotes turcs à Antalya (en Turquie) au début de l'année 1999. Le premier vol du Ka-50-2 a été annoncé en avril 1999, mais aucune photo ne montre l'appareil en vol. Par contre il existe des photos d'une maquette à l'échelle un. L'Erdoğan a été donné pour favori pendant un temps devant l'AH-1Z Cobra et l'A129 Mangusta, après que l'Apache et le Tigre aient été éliminés en mars 2000. Il a néanmoins perdu cette compétition face à l'A129 (alors redesigné T-129 ATAK), ayant seulement été en seconde place derrière le Mangusta.

## Spécifications

### Données techniques
|                                        | Ka-50 BlackShark | Ka-52 Alligator | Ka-50-2 Erdoğan |
| -------------------------------------- | ---------------- | --------------- | --------------- |
| Diamètre du rotor                      | 14,50 m          | -               | -               |
| Surface du disque de chaque rotor      | 165,13 m2        | -               | -               |
| Longueur totale (rotors tournants)     | 16,00 m          | -               | -               |
| Longueur du fuselage                   | 15 m             | -               | -               |
| Longueur fuselage hors senseurs de nez | 14,20 m          | -               | -               |
| Envergure                              | 7,34 m           | -               | -               |
| Largeur de chaque ailette              | 3,16 m           | -               | -               |
| Hauteur totale                         | 4,93 m           | -               | -               |
| Masse à vide                           | 7 800 kg         | -               | -               |
| Masse normale                          | 9 800 kg         | 10 400 kg       | 9 800 kg        |
| Masse maximale au décollage            | 10 800 kg        | 12 500 kg       | 11 300 kg       |

### Performances
|                                           | Ka-50 BlackShark       | Ka-52 Alligator        | Ka-50-2 Erdoğan           |
| ----------------------------------------- | ---------------------- | ---------------------- | ------------------------- |
| Moteurs                                   | deux Klimov TV3-117VMA | deux Klimov TV3-117VMA | deux Klimov TV3-117VMA-02 |
| Puissance                                 | 2 x 2 190 ch           | 2 x 2 190 ch           | 2 x ?                     |
| Vitesse de croisière                      | 275 km/h               | -                      | -                         |
| Vitesse maximale                          | 310 km/h               | 300 km/h               | -                         |
| Vitesse maximale en piqué                 | 350 km/h               | -                      | -                         |
| Vitesse ascensionnelle (à 2 500 m)        | 10 m/s                 | -                      | -                         |
| Facteur de charge maximal                 | +3 g                   | -                      | -                         |
| Plafond opérationnel                      | 5 500 m                | -                      | -                         |
| Plafond maximal en vol stationnaire       | 4 200 m                | -                      | -                         |
| Autonomie sur réservoirs internes         | 450 km                 | -                      | -                         |
| Autonomie avec réservoirs supplémentaires | 1 200 km               | -                      | -                         |

### Armement
- Canon : 

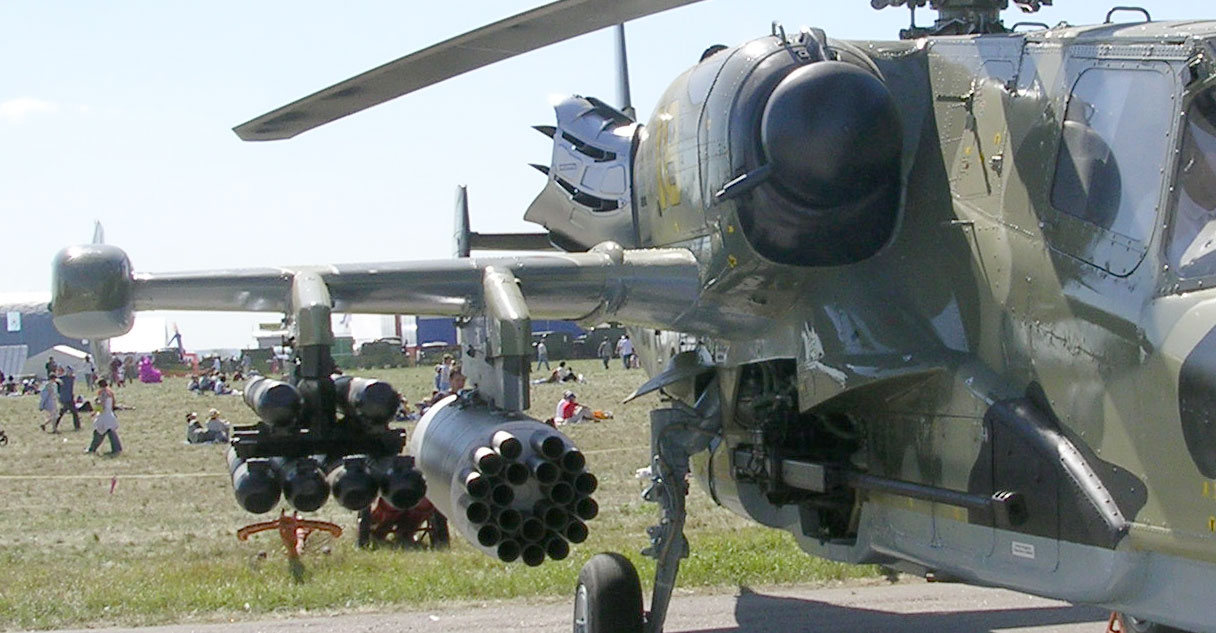
Armement du Kamov Ka-50.

  - Ka-50 et Ka-52 : Un canon 2A42 de 30 mm monotube du côté droit de l'appareil. L'arme est dérivée du canon utilisé sur le véhicule de combat d'infanterie BMP-2. Son débattement commandé hydrauliquement est limité entre -37° et +3.5° en site et -2.5° et +9° en azimut ; cette faiblesse est compensée par la manœuvrabilité du Ka-50 et un système automatique qui commande l'appareil en lacet (navigation) pour compenser les écarts. Le pilote peut sélectionner le type d'obus (le canon est approvisionné par deux caisses de munitions situées au centre du fuselage : celle à l'avant contient 240 obus perforants, et celle de derrière 230 obus explosifs à fragmentation) et la cadence de tir (cadence basse de 350 coups par minute et cadence haute de 550–600 coups par minute, en rafales de 10 ou 20 obus). Les obus ont une vitesse initiale de 980 m/s et une portée de 4 000 mètres.
  - Ka-50-2 Erdoğan : tourelle GIAT 621 (voir la description de la version)
- Armement externe : Deux points d'emport type BD3-UV sous chaque ailette, inclinables vers le bas de 10° pour faciliter les tirs air-sol, permettant l'emport d'une charge totale maximale d'environ 2 300 kg. Sur chaque point d'emport peuvent être fixés : 
  - Installation et tir d'un missile 9A1472 Vikhr-1 depuis un Ka-52.Missiles antichars : un montage UPP-800 inclinable de 10° vers le bas, contenant une grappe de six missiles 9A1472 Vikhr-1 (AT-16), mais une seule grappe peut être fixée par aile, soit un total de douze missiles. Le 9A4172 est un missile supersonique à guidage laser à double capacité antichar et anti-hélicoptère. Différents types de détonateurs sont utilisables (le pilote sélectionne le bon en vol, soit détonateur de contact ou de proximité). Un autre type de missiles est disponible pour le Ka-52 : le 9M120 Ataka (AT-9), qui est très similaire au Vikhr-1 en matière de performances mais utilise un guidage par radio commande ;
  - Quatre paniers à roquettes B8V20A de vingt roquettes S-8 de 80 mm chacun, ou quatre paniers B-13L de cinq roquettes S-13 de 122 mm chacun. La configuration courante des Ka-50 et Ka-52 est de douze missiles Vikhr sur les points externes, et de deux paniers B8V20A sur les points internes ;
  - Missiles air-sol (permettant l'engagement à distance de sécurité) : Kh-25 (AS-10 Karen ou AS-12 Kegler) et Kh-29 (AS-14 Kedge) ;
  - Munitions téléopérés : LMUR
  - Nacelles canon UPK-23-250, contenant un canon de 23 mm approvisionné à raison de 250 obus ;
  - Un missile air-air d'autodéfense Igla-V (SA-16 Gimlet) peut être fixé sous chaque point d'emport ; le R-73 (AA-11 Archer) peut également être transporté ;
  - Bombes FAB-500 de 500 kg, ou des bombes à dispersion ;
  - Un réservoir de carburant de 500 litres peut être fixé sous chaque point d'emport.

## Engagement

### Syrie
À partir de 2015, plusieurs Ka-52 sont utilisés lors de l'intervention militaire russe en Syrie.

### Ukraine
Plusieurs Ka-52 ont été déployés lors de l'invasion militaire menée par la Russie en Ukraine en février 2022. Au 9 janvier 2024, le site Oryxspioenkop décompte (avec confirmation visuelle) 60 hélicoptères Ka-52 russes détruits en Ukraine. Ces pertes sont jugées importantes, ce qui s'explique par la présence de MANPADS dans l'armée ukrainienne ainsi que par un emploi plus risqué des hélicoptères en appui de troupes au combat, en l'absence d'autres solutions.
En 2022, une vidéo montre que le Ka-52 semble vulnérable aux munitions de 7,62 mm,.

### Russie
Lors de la rébellion du groupe Wagner qui voit des affrontements entre l'armée russe et le groupe Wagner, un Ka-52 loyaliste est détruit.

## Ventes

### Russie
Les deux premiers Ka-50 ont été officiellement livrés le 28 août 1987 ; deux autres ont suivi en 1996 (ces appareils portent les numéros 20 à 23 (l'appareil de présérie no 021 a été renommé 024 pour éviter les confusions). Dix autres ont été prévus dans le budget de 1997 et six en 1998, dont trois devaient être livrés avant 1999. La première série a été terminée en juin 1999. Au total, treize Ka-50 auraient été livrés, mais l'armée russe a mis presque huit ans à les payer. Un des appareils a été perdu le 17 juin 1998, semble-t-il à cause d'un problème survenu au rotor.
Les commandes ont été annulées en septembre 1998, et le président russe Vladimir Poutine a annoncé début 2002 la reprise de la compétition avec le Mil Mi-28, en prévision de la construction en série du vainqueur. La version biplace Ka-52 entre en service.
Le Ministère de la Défense russe a annoncé le 6 février 2018 la mise en place d'un nouveau programme d'armement, qui prévoit notamment l'acquisition de 114 nouveaux hélicoptères d'attaque Ka-52 modernisés sur la période 2018–2027. Les premiers six hélicoptères Ka-52 devraient arriver au sein des forces aérospatiales russes dès 2018.
L'International Institute for Strategic Studies dans son almanach The Military Balance 2022 annonce 133 Ka-52 en ligne.

### Autres
- Égypte : Les Égyptiens ont racheté 46 Ka-52K pour équiper leurs deux porte-hélicoptères Mistral[10] : premières livraisons en juillet 2017, 15 livraisons prévues à la fin de 2017[21].
- Turquie : participation du Ka-50-2 Erdoğan à l'appel d'offres turc pour l'achat d'une centaine d'hélicoptères de combat. Le Ka-50-2 semble avoir été pendant un temps préféré à l'AH-1Z Cobra de Bell et à l'A.129 International italien, (l'AH-64 Apache américain et le Tigre franco-allemand avaient été éliminés en mars 2000) ; le Ka-50 a finalement perdu face à l'A.129 International, produit sous licence par TAI et qui sera dénommé T-129 ATAK.

## Jeux vidéo
- Eagle Dynamics a produit et met régulièrement à jour un simulateur très détaillé du Ka-50 (Black Shark, Black Shark 2 et Black Shark 3)[22].
- Dans le jeu vidéo Heatseeker, dans la mission 1-3, les rebelles attaquent avec des Ka-52 pour pouvoir faire passer des vedettes.
- Le jeu de simulation Enemy Engaged: RAH-66 Comanche vs. KA-52 Hokum opposait le Ka-52 au Comanche américain.
- Cet hélicoptère est présent dans les jeux Wargame: AirLand Battle ainsi que dans sa suite Wargame: Red Dragon, au sein de la faction URSS.
- Il est possible de piloter cet hélicoptère au sein des forces russes dans le jeu ARMA II ; le Ka-52 est également jouable.
- Dans Battlefield: Bad Company, le Légionnaire possède un Ka-52.
- Dans le jeu DCS (Digital Combat Simulator), le Ka-50 Black Shark est disponible.
- Dans le jeu Air Missions: HIND, le Kamov Ka-50 est jouable.
- Dans le jeu War Thunder, les Ka-50 et Ka-52 sont jouables.
- Dans le jeu Battlefield 2042, une version futuriste du Ka-52 est disponible.
- Dans le jeu KA-52 Team Alligator, le Ka-52 est le principal hélicoptère jouable.
- Dans le jeu magnat de la guerre sur la plateforme Roblox l’hélicoptère est également disponible en faisant une quête spéciale